# Stăncești (okręg Prahova)
Stăncești – wieś w Rumunii, w okręgu Prahova, w gminie Târgșoru Vechi. W 2011 roku liczyła 656 mieszkańców.